# Torrontés Riojano

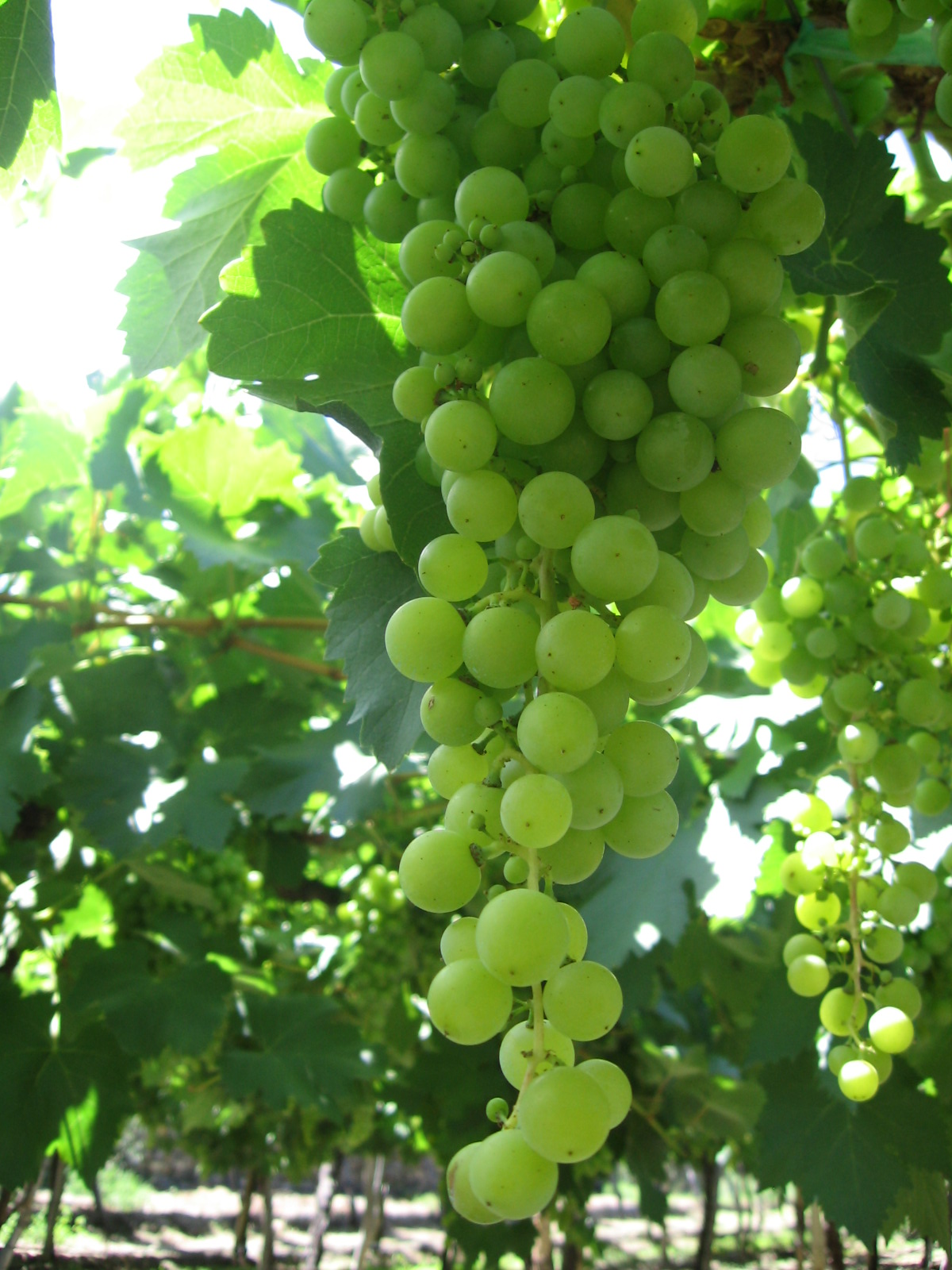
Torrontés in der Region Cafayate.

Torrontés Riojano ist eine weiße Rebsorte, die als bedeutendste argentinische Weißwein-Sorte gilt. Sie wurde nach der argentinischen Provinz La Rioja benannt, deren Name ihrerseits von der spanischen Provinz La Rioja abstammt. In Argentinien wird die Torrontés Riojano auf dem Etikett der Flasche meist nur kurz als Torrontés deklariert, darf aber nicht mit der spanischen Sorte Torrontés verwechselt werden.
Eine im Jahr 2003 veröffentlichte Studie der Institute Department of Viticulture and Enology, University of California, Davis und Facultad de Ciencias Agrarias, Universidad Nacional de Cuyo, Mendoza legt den Schluss nahe, das Torrontés Riojano eine natürliche Kreuzung der Rebsorten Criolla Chica × Muscat d’Alexandrie ist. Gleiches gilt im Übrigen für die Sorten Torrontés Sanjuanino und Moscatel Amarillo. Torrontés Mendocino entstand aus einer Kreuzung von Muscat d’Alexandrie mit einer bislang unbekannten Sorte. In Argentinien betrug die bestockte Rebfläche im Jahr 2005 ca. 8.106 Hektar.
Die Torrontés Riojano erbringt säurebetonte Weine mit einem aromatischen Geschmack – dem Muskateller ähnlich. Die Weißweine sind meist langlebig und werden oft mit den Sorten Chenin Blanc und/oder Ugni Blanc verschnitten.
Die Sorte Torrontés Riojano findet in Chile auch Eingang in die Herstellung des Pisco.
Siehe auch die Artikel Weinbau in Argentinien und Weinbau in Chile sowie die Liste von Rebsorten.
Abstammung: Criolla Chica x Muscat d’Alexandrie

## Synonyme
Die Rebsorte Torrontés Riojano ist auch unter den Namen Malvasia, Torrontel, Torrontel Riojano bekannt.